# Скаженик, Анна Мелентьевна
Анна Мелентьевна Скаженик (укр. Ганна Мелентіївна Скаженик; 8 сентября 1924 год, село Лютенька — 2005 год, село Лютенька, Гадячский район, Полтавская область, Украина) — колхозница, доярка колхоза «Заповедь Ленина» Гадячского района Полтавской области, Украинская ССР. Герой Социалистического Труда (1958).

## Биография
Родилась 8 сентября 1924 года в крестьянской семье в селе Лютенька. Получила начальное образование. С 1938 года работала в колхозе имени Шевченко и с 1945 по 1962 года — дояркой в колхозе «Заповедь Ленина» Гадячского района.
В 1958 году удостоена звания Героя Социалистического Труда «за особые заслуги в развитии сельского хозяйства, достижение высоких показателей по производству молока и других продуктов сельского хозяйства и внедрение в производство достижений науки и передового опыта».
В 1961 году избиралась делегатом XXII съезда КПСС.
После выхода на пенсию в 1962 году проживала в родном селе, где скончалась 21 мая 2005 года.

## Награды
- Герой Социалистического Труда — Указом Президиума Верховного Совета СССР от 26 февраля 1958 года
- Орден Ленина